# 乙渾
乙渾（？—466年3月4日），鮮卑姓一弗氏，鮮卑名步□□，爵封太原王。北魏文成帝、獻文帝時期高官，曾在献文帝之時担任至丞相。

## 生平
乙浑虽然曾为北魏高官权臣，但《魏书》《北史》均无乙浑传记。乙浑事迹见于其他人的传记中。
和平三年（462年）正月，乙浑以车骑大将军、东郡公被进封为太原王。六年（465年）四月，太白犯五诸侯，占星者说“有专杀诸侯者”。五月，北魏文成帝驾崩，年幼的太子献文帝继位守丧，时任侍中、车骑大将军的乙浑开始上台。
他很快夺取权力，当月就与宦官尚书平凉公林金闾在宫禁中矫诏杀害了尚书杨保年、平阳公賈愛仁、南阳公張天度等大批官员，隔绝内外，百官震恐，计无所出。殿中尚书顺阳公拓跋郁率殿中卫士数百人从顺德门入，欲诛乙浑。乙浑惧怕，出问拓跋郁何意，拓跋郁说：“不见天子，群臣忧惧，求见主上。”
乙浑窘迫害怕，说：“今大行皇帝在殡，天子谅暗（守丧），故未接百官，诸君怀疑什么？”于是奉献文帝临朝，归咎于林金闾，将林金闾交给拓跋郁。乙浑又以皇帝的名义派司卫监穆多侯将在外的深受文成帝信任的侍中兼司徒平原王陆丽召回都城平城，穆多侯警告陆丽，乙浑残暴且怀无君之心，而他是众人所望，要他别急着回京，应该缓行，再图乙浑。陆丽拒绝了，说听到皇帝驾崩就应该立即不惧灾祸地回京参加葬礼，并急忙赶到平城。
乙浑在因悖傲不法数次为陆丽所诤谏后杀陆丽、穆多侯。献文帝很痛惜陆丽之死。乙浑所为令朝臣侧目，拓跋郁又图谋杀之，被诛杀。乙浑被任为太尉、录尚书事，掌握了军队的指挥权，七月，被任为丞相，位在诸王之上，无摄政之名，却有其实，事无大小都由他决定。当月，有“月犯心前星”星象，即乙浑乱国的征兆。乙浑还杀死被出为定州刺史的林金闾及其兄平凉太守林胜、殿中尚书新平子穆安国、虞曹令清河子安平城等。拓跋郁弟尚书左仆射南平公拓跋目辰参与拓跋郁谋杀乙浑之事，逃跑得免。北部尚书慕容白曜很依附乙浑，与其共秉朝政，迁尚书右仆射，进爵南乡公，加安南将军。
天安元年（466年），乙浑又杀河间公拓跋陵。乙浑屡次进言于掌吏曹事的安远将军贾秀，要让自己出身庶姓的妻子被称为公主，贾秀默然。
后来有一次贾秀因公事去乙浑府邸，乙浑夫妻同坐厉色说：“公所管的事无所不从，我请为妻子称公主，公不应是何意？”贾秀说：“公主是王姬之号，尊宠之极，岂是庶姓所应该称的！秀宁可死在今日，不可为后世所取笑！”乙浑左右莫不失色，为之震惧，而贾秀神色自若。乙浑夫妻默然怀恨，后来乙浑在太医给事杨惠富手臂上写“老奴官悭（小气吝啬）”字，令示贾秀。因乙浑专权擅杀而内外危惧之际，二月，侍中拓跋丕告发乙浑谋反，冯太后秘密定策，临朝，诏令拓跋丕率拓跋贺（非源贺）、牛益得捕杀乙浑。乙浑总想寻隙陷害贾秀，乙浑伏诛，贾秀得以幸免。陆丽族弟侍御长陆隽因参与谋杀乙浑，拜侍中、乐部尚书。皇兴四年（470年）十月，献文帝又追究乙浑余党，怀恨于时任都督青、齐、东徐三州诸军事、征南大将军、开府仪同三司、青州刺史、济南王慕容白曜，称其谋反而杀之，并杀其弟慕容如意。

## 家世和鲜卑名
北京大学中国古代史研究中心教授罗新指出，乙浑在《魏书》中无传，当然是因为他在被冯太后发动政变推翻以后成了被否定的历史人物，不过乙弗氏自魏太武帝以来世尚公主，十分显赫，乙浑本人也是魏文成帝时期最重要的大臣之一。文成帝南巡碑碑阴题名中排名仅次于步六孤□（即《魏书》中的陆丽）的“侍中、特进、车骑大将军、太子太保、尚书、太原王一弗步□□”就是乙浑，可见乙浑的鲜卑语本名应该是乙弗步六浑。